# Список водоспадів України

#### Водоспад Шипіт, Пилипець
Водоспад Шипіт — одне з семи природних чудес України і найкрасивіший водоспад на Закарпатті. З підземного джерела на горі Великий Верх, висота якої 1598 м, починає свій шлях невеликий потічок Плошанка. Мальовничою ущелиною водоспад спадає численними каскадами з 14-метрової висоти.
Біля відомого водоспаду працює двомісний крісельний підйомник. На вершині гори Гимба можна прогулятися і помилуватися мальовничими вершинами Боржавського хребта, а ще випити кави або карпатського чаю у колибі.
Водоспад розташований на північних схилах гірського масиву Боржавських полонин біля підніжжя гори Гимба, на околиці села Пилипець Міжгірського району.

#### Водоспад Джур-Джур, Алушта
Джур-Джур — один з найбільших і найкрасивіших водоспадів Криму. Водоспад розташований на річці Східний Улу-Узень, що бере початок в ущелині Хапхал. У верхів'ях гирло річки спускається величезними сходами. Найвища з них — 15 м, розташована на висоті 468 м над рівнем моря і утворює водоспад. Витрати води найбільші з усіх кримських водоспадів: 230 л на секунду. Вода спадає кількома прямовисними струменями в невеличке озерце і звідти тече до гирла Улу-Узеня, перетинає село Генеральське і прямує до моря. Джур-Джур досить шумний і сама назва говорить про це, адже в перекладі з татарської Джур-Джур означає дзюркотливий. Водоспад не вичерпується навіть у найпосушливіші роки, а температура води не перевищує +10—11 градусів.

#### Шолохівський (Токівський) водоспад, Дніпропетровщина
Шолохівський, або Токівський водоспад — одне з найгарніших місць у Дніпропетровській області. Живописний оазис, що розкинувся серед мальовничих пагорбів, щороку приваблює багато туристів. Водоспад прекрасний у будь-яку пору року, та найкраще відчути його силу і красу можна навесні, коли бурхливі потоки особливо повноводні.
Виник цей водограй у мезозойську еру на виступах червоного граніту, через це його в народі ще називають «Червоне каміння». Розташований Шолохівський водоспад у нижній течії річки Кам'янки (притока річки Базавлук), біля села Токівське Апостолівського району, поруч з Токівським гранітним кар'єром.

#### Женецький водоспад, Івано-Франківська область
Женецький водоспад — розташований в Українських Карпатах, між масивами гірських хребтів Хом'як-Синяк та Явірник, на межі сіл Татарів і Микуличин Івано-Франківської області. Розташований цей водоспад на території Карпатського національного природного парку на висоті близько 900 метрів над рівнем моря.
Води Женецького водоспаду беруть свій початок на потоці Женець, що є лівою притокою гірської річки Прут. Він є одним з найвищих водоспадів у Карпатах, його води спадають з однокаскадного виступу заввишки 15 метрів.
У народі цей водоспад отримав назву — Гук, оскільки є дуже стрімким та гучним. На території довкола Женецького Гука є облаштовані оглядові майданчики, з яких відкривається вид на водограй. А стежини, що ведуть прямісінько до підніжжя водоспаду обставлені міцними перилами, що дозволяє підійти до Гука дуже близько.

#### Джуринський(Червоногородський) водоспад, Тернопільщина
Джуринський, або Червоногородський водоспад — це гідрологічна пам'ятка природи й одне з найкрасивіших місць України. Водограй спадає трьома мальовничими каскадами і загальна його висота понад 16 м. Розташований він на річці Джурин, між селами Нирків і Устечко на Тернопільщині.

#### Водоспад Скакало, Чинадієво
Скакало — гірський водоспад в Українських Карпатах, у межах Вигорлат-Гутинського вулканічного масиву. Розташований в урочищі Нижнє Грабовище, поруч з смт Чинадієво на Закарпатті. Цей водоспад є гідрологічною пам'яткою природи місцевого значення, а утворився він на місці виходу на поверхню вулканічних порід, про що свідчать скельні стрімчаки в глибині лісу з боків водоспаду. Вода спадає трьома ступенями заввишки понад 4 м, утворюючи каскад струмків, що немов скачуть з каменя на камінь, через що водоспад й отримав таку жартівливу назву.

#### Водоспад Пробій, Яремче
Пробій, або Яремчанський водоспад — найповноводніший природний водоспад України, розташований на річці Прут, у курортному містечку Яремче. Водоспад Пробій складається з кількох каскадів, перепад яких сягає 8 метрів. Але захоплює не стільки його висота, скільки неймовірна потужність і сила гірської води.
Пробій зручно оглядати з моста, що розташований прямо над водограєм. Біля підніжжя завжди людно, адже Яремче та Пробій — одне з найпопулярніших і найвідвідуваніших туристичних атракцій у Карпатах.

#### Манявський водоспад, Івано-Франківська область
Манявський водоспад — заввишки 18 м, є одним з найвищих в Україні. Він розташований в Українських Карпатах, біля села Манява Богородчанського району (Івано-Франківська область). В селі є пам'ятка архітектури — Манявський скит XVII століття, поблизу якого б'є цілюще джерело, а вище від нього, на річці Манявка, спадає каскадами гірський водоспад.

#### Учан-Су, Крим
Водоспад Учан-Су — найвищий водоспад в Криму та в Україні в цілому, його висота сягає 98,5 м. Він розташований за 8 км від Ялти, серед скель і сосен на території Ялтинського державного гірсько-лісового природного заповідника. Над водоспадом Учан-Су по дорозі з Ялти на Ай-Петрі розташований Орлиний заліт — скеля з видовим майданчиком.
Учан-Су бере свій початок з вод однойменної високогірної ріки, яка утворюється біля підніжжя гори Ай-Петрі і впадає в Чорне море. У нижній течії річка утворює ще три невеликі водоспади, але найбільш вражаючим та найкрасивішим водоспадом є Учан-Су.
При падінні водограй Учан-Су утворює два каскади, на одному з них розташована невелика споруда з водозабором і скульптурою орла на даху. Звідси вода надходить у Могабинське водосховище (300 тис. м³) і потім використовується для водопостачання Ялти.
Учан-Су у перекладі з татарської означає — «вода, що летить», а стародавні греки називали цей водоспад — Кремасто-Неро, що означає «висяча вода».

#### Срібні струмені, Крим
Водоспад Срібні струмені розташований посеред букового лісу на річці Сари-Узень поблизу Великого Кримського каньйону. Цей водоспад серед дикої природи нагадує величезний музичний інструмент, а вода збігає, немов срібні струни. Такий ефект «срібних струменів» дає порослий мохом туфовий майданчик. В глибині водоспаду є природний грот з двома входами.
Розташований водоспад в урочищі Чаїн-Су, неподалік від автошляху Т 0117 Бахчисарай — Ялта, а найближчий населений пункт — село Соколине, Бахчисарайського району.

## Галерея

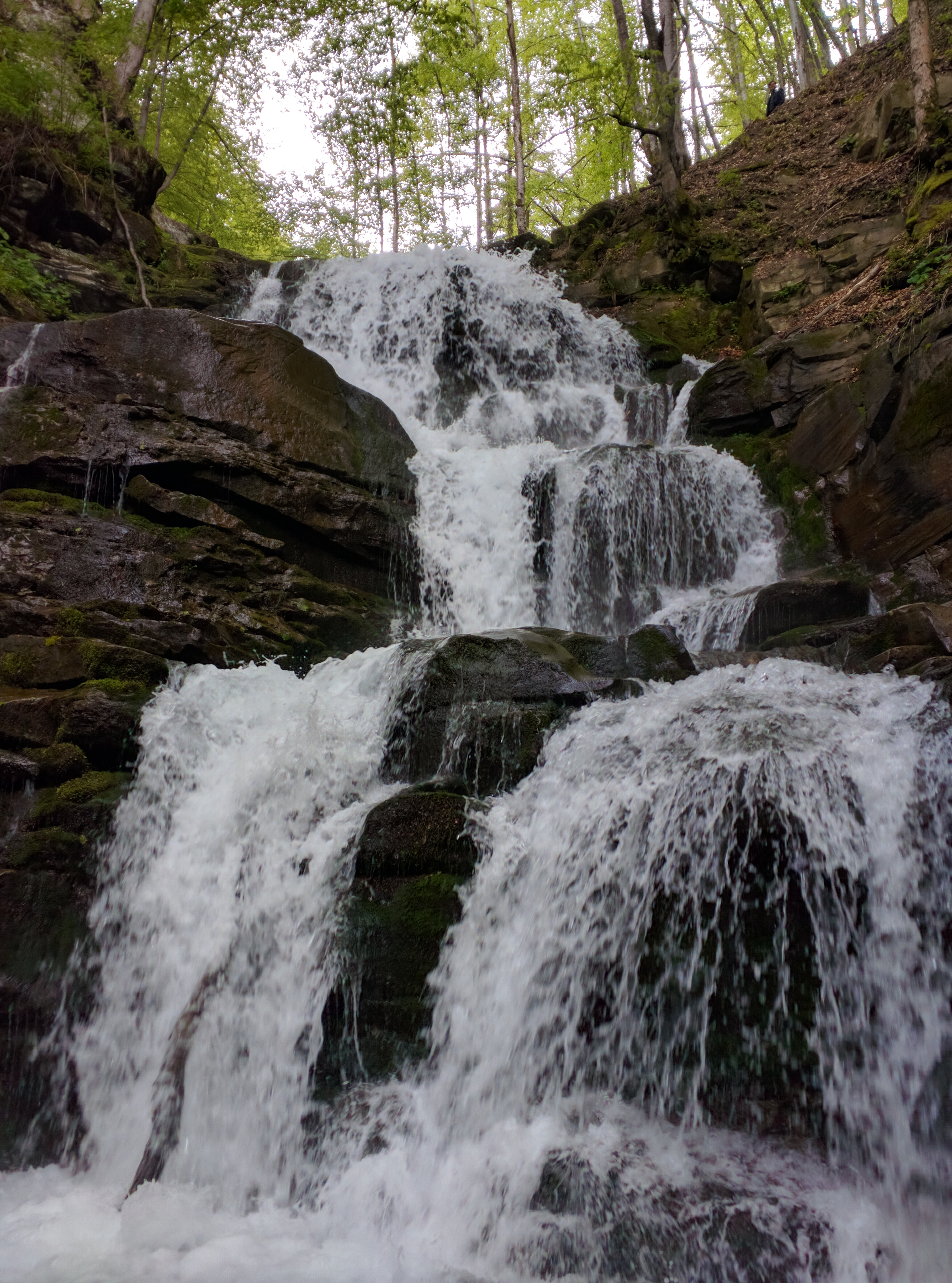
Водоспад «Шипіт»
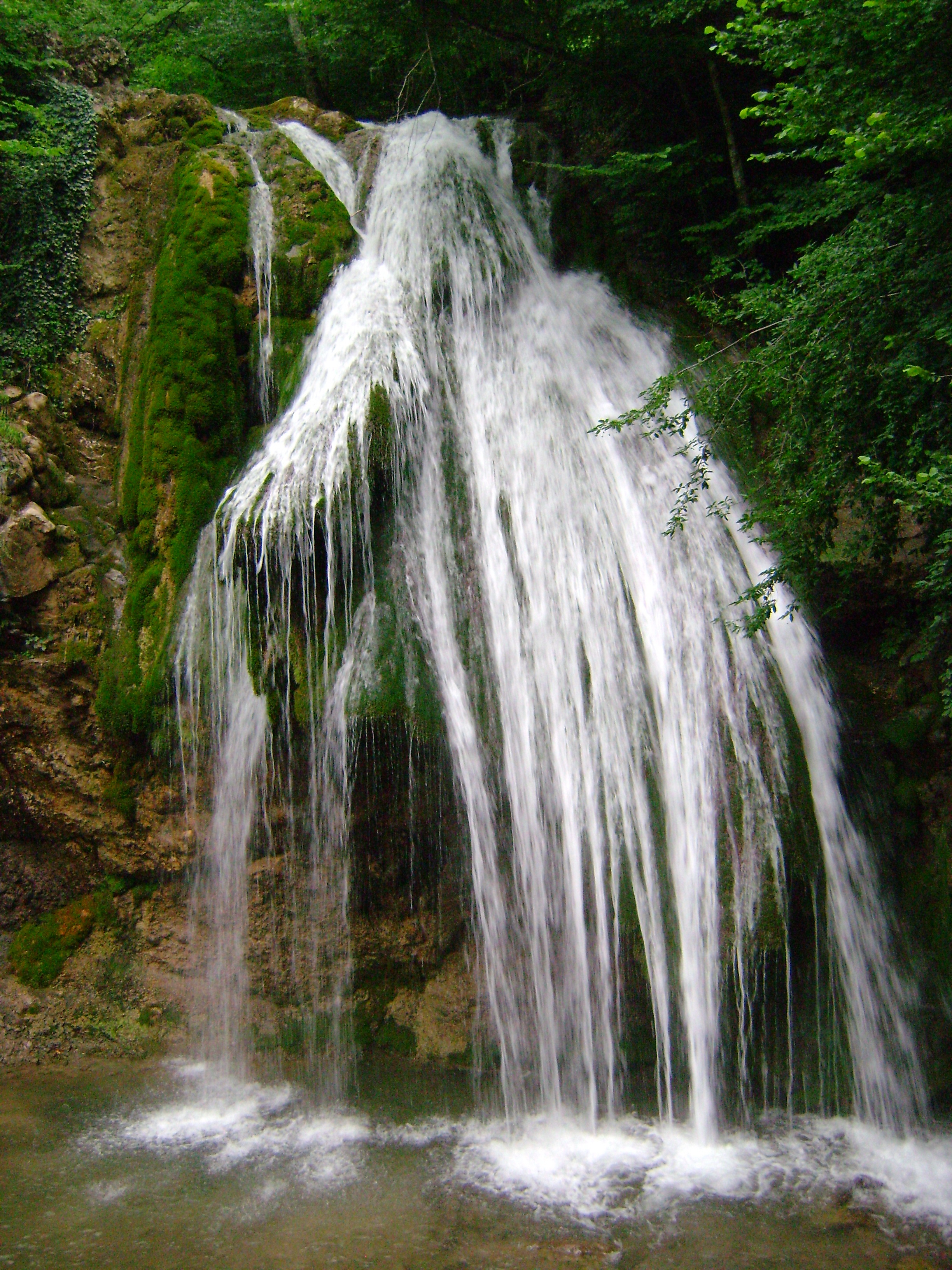
Водоспад «Джур-Джур»
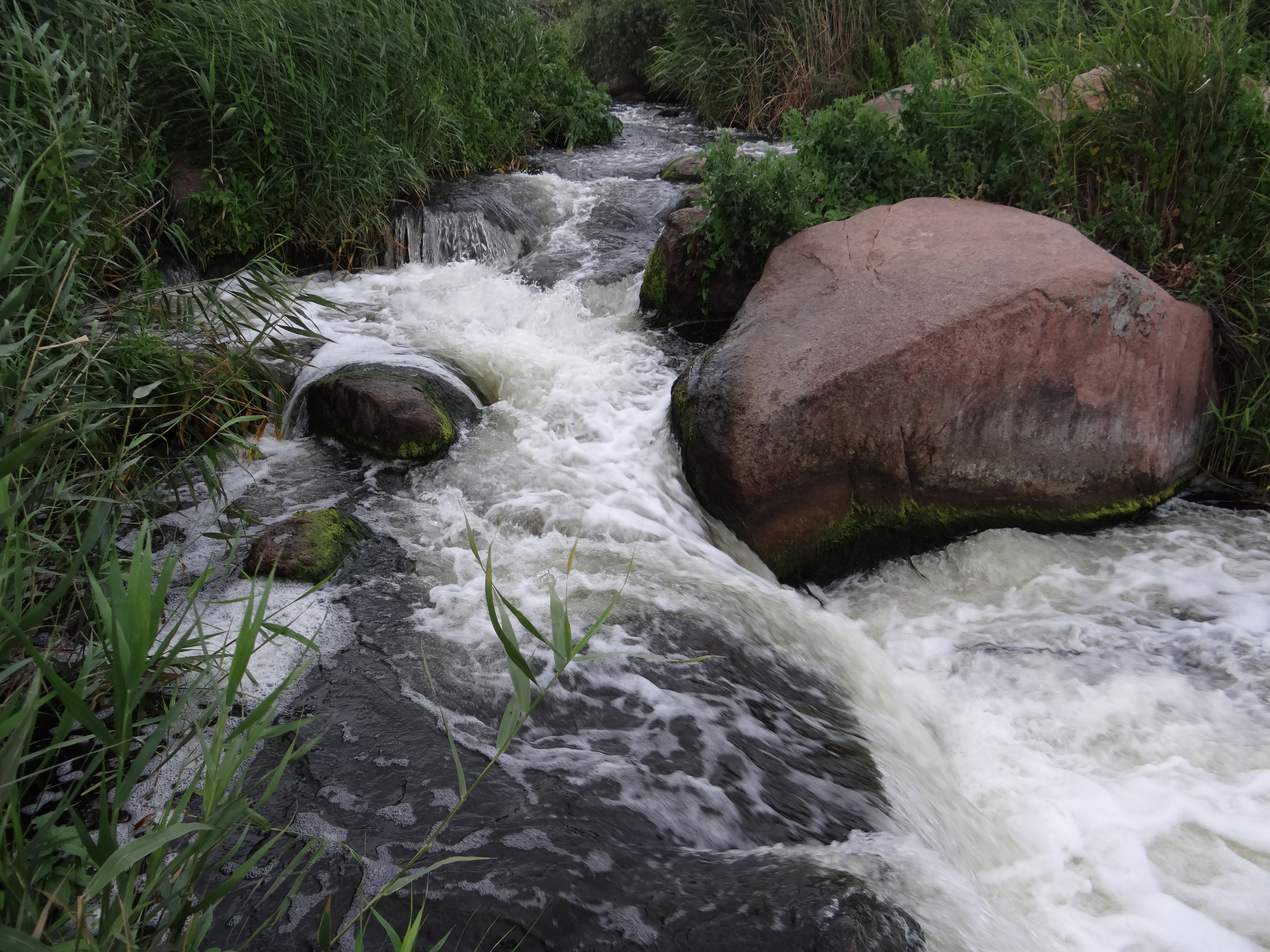
Токівський Водоспад
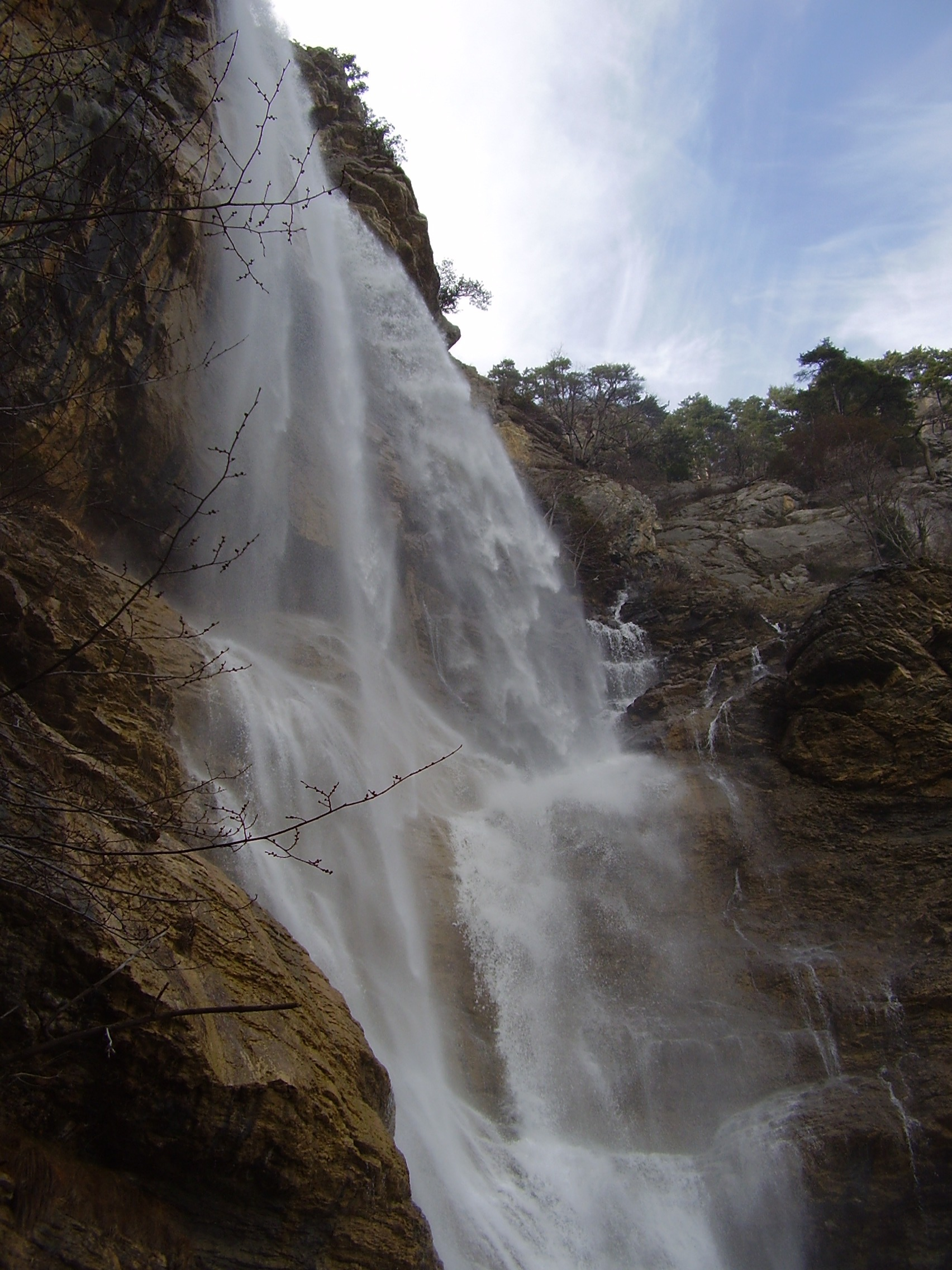
Водоспад «Учан-Су»
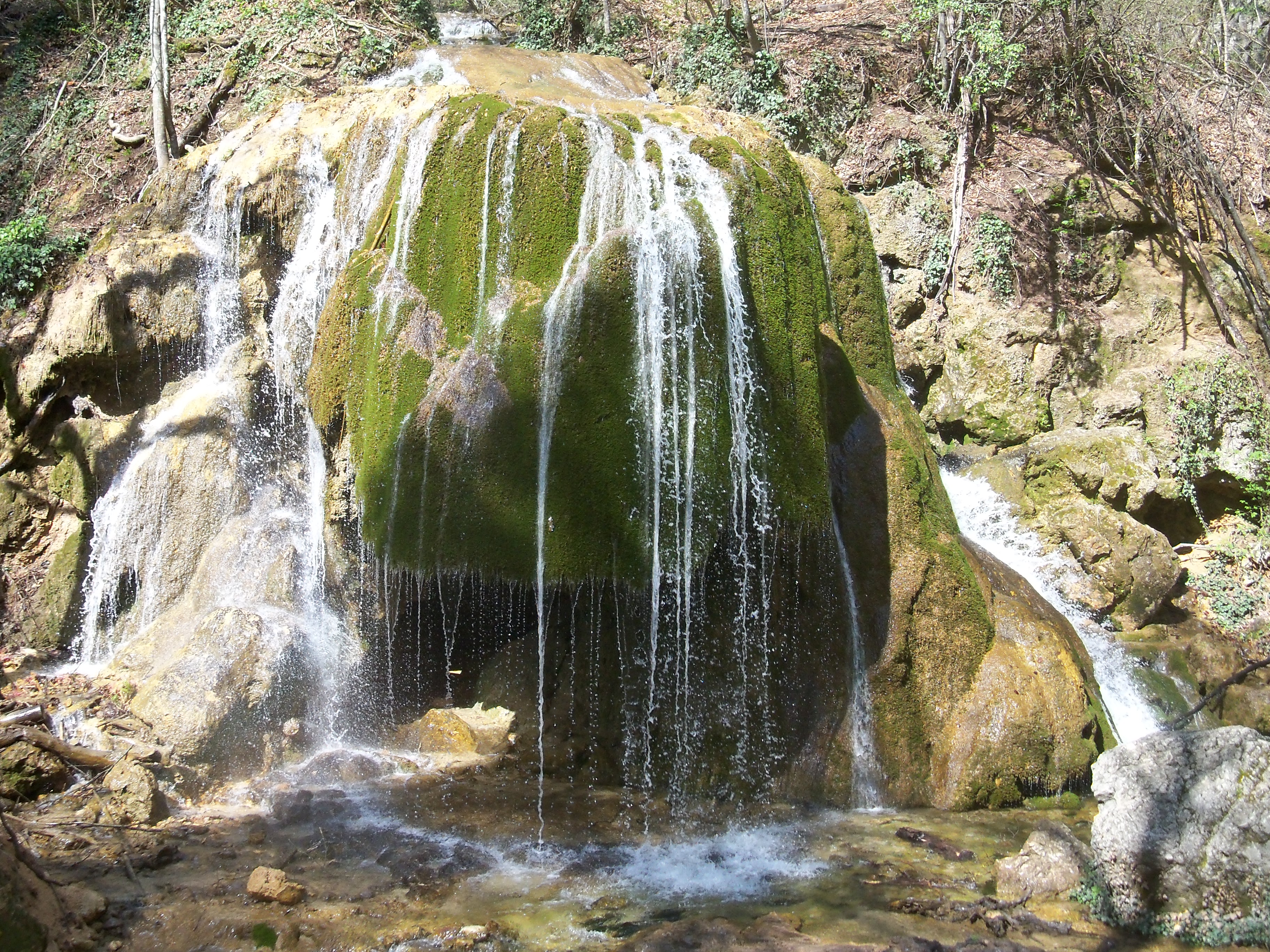
Водоспад «Срібні струмені»
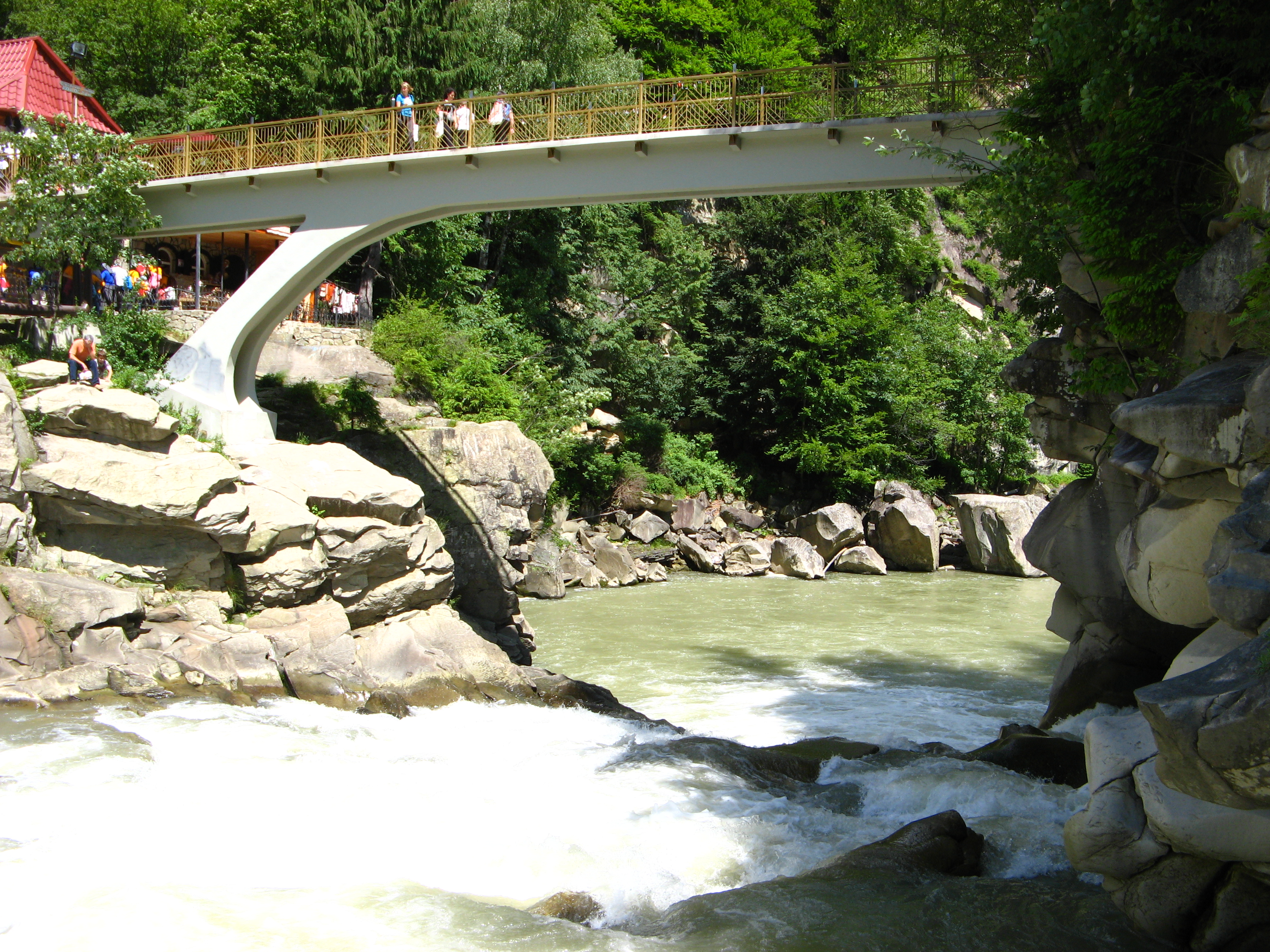
Водоспад «Пробій»
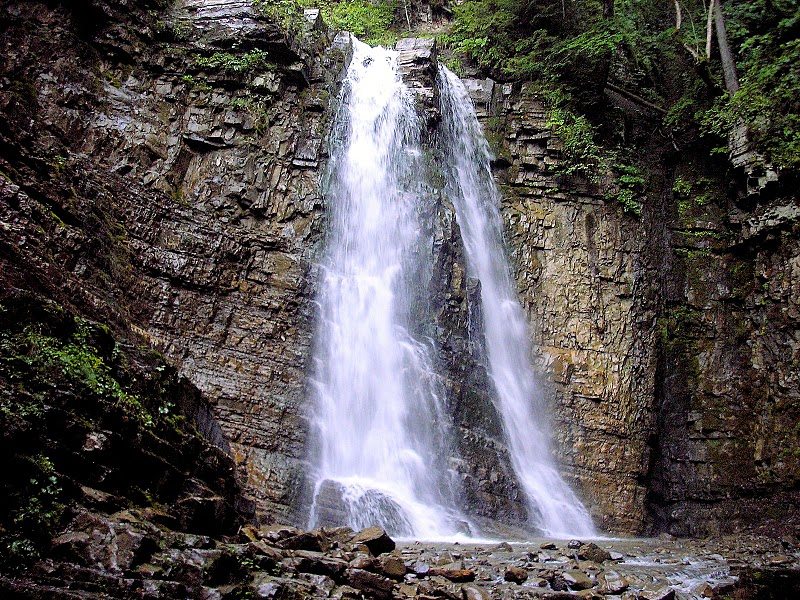
Манявський водоспад
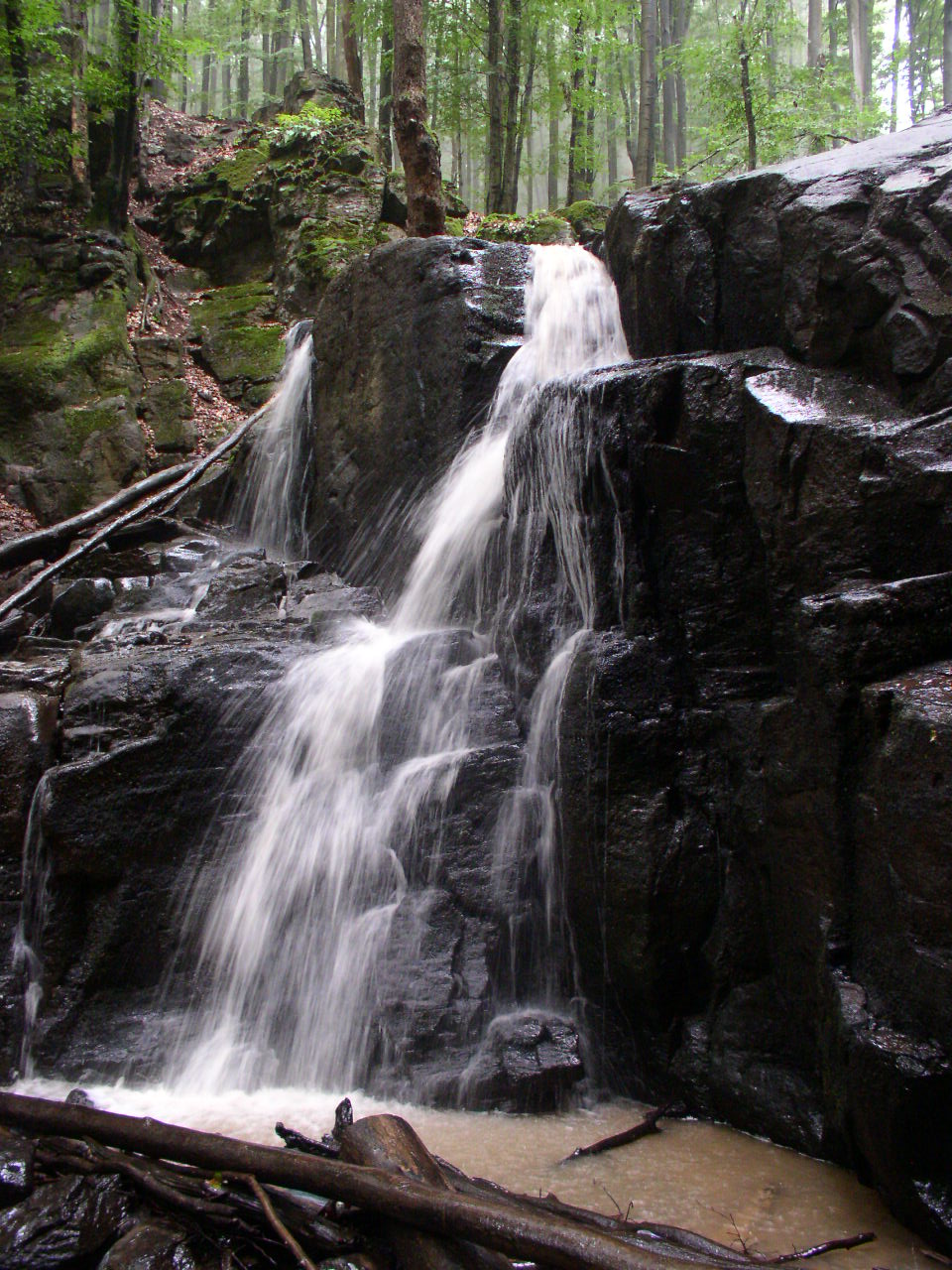
Водоспад «Скакало»